# Rosa Gutknecht
Rosa Gutknecht est une théologienne et pasteure suisse, née le 18 mai 1885 à Ludwigshafen, en Allemagne, et morte le 21 novembre 1959 à Zurich, en Suisse. 
Elle est, avec Elise Pfister, l'une des deux premières théologiennes consacrées pasteures, en 1918 à Zurich.

## Biographie
Laura Elisabeth Rosa Gutknecht naît à Ludwigshafen, en Allemagne, le 18 mai 1885. Elle est originaire de Neftenbach, dans le canton de Zurich. Son père, Hermann, est chimiste et d'origine zurichoise ; sa mère est allemande et meurt peu après la naissance de son enfant. Elle est élevée par sa tante à Zurich dans la maison de ses grands-parents paternels.
Elle suit sa scolarité notamment à Coire, puis fait l'école normale à Zurich de 1901 à 1905. Après avoir travaillé comme enseignante pendant huit ans et commencé à apprendre le grec et le latin parallèlement à son emploi, elle étudie la théologie à l'Université de Zurich à partir de 1913 et obtient son diplôme en 1918. Elle est consacrée la même année avec Elise Pfister,. 
Nommées pasteures assistantes au Grossmünster de Zurich, les deux femmes s'occupent principalement d'œuvres sociales. Bien que l'Église et leurs collègues masculins aient souhaité qu'elles deviennent pasteures de leurs propres paroisses, elles n'ont pas le droit de vote, et les autorités gouvernementales estiment en 1920 que les femmes ne peuvent pas être affectées à des postes administratifs financés par l'État tels que pasteurs en charge de leurs propres paroisses. Elles restent donc assistantes toute leur carrière,. 
En 1939, Rosa Gutknecht fonde l'Association suisse des femmes théologiennes et en devient la première présidente. 
Elle écrit de nombreux articles pour des journaux féminins ou religieux.
Elle est pasteure assistante au Grossmünster de Zurich jusqu'en 1953, puis elle prend sa retraite. Elle meurt à Zurich le 21 novembre 1959.

## Une pionnière européenne en religion protestante
Alors que les premières femmes pasteures sont américaines, dès le XIXe siècle, il faut attendre 1918 pour des consécrations en Suisse (1930 dans le canton de Vaud ; années 1960 dans la plupart des Églises cantonales). Les premières pasteures françaises quant à elles sont, à la fin des années 1920, Berthe Bertsch, en Alsace, et Madeleine Blocher-Saillens à Paris,. 